# Жаслык (аэродром)
Жаслык —  бывший военный аэродром, расположенный в 9 км северо-восточнее одноимённого посёлка на северо-западе Узбекистана, в республике Каракалпакстан. В англоязычных источниках обозначается как Beleuli North.
Построен в середине 1980-х годов для обслуживания находившегося вблизи посёлка военного полигона «Восьмая станция химической защиты», предназначенного для испытания химического оружия и средств защиты от него. Полигон эксплуатировался военнослужащими из расквартированных в Нукусе войсковых частей: испытательный химический полк (в/ч 44105) и центр по разработке средств защиты от химического оружия (в/ч 26382). Для авиационного обеспечения полигона использовалась 287-я отдельная испытательная авиационная эскадрилья (самолёты Ан-26, вертолёты Ми-8), базировавшаяся на аэродроме Нукус.
Аэродром и полигон закрыты в начале 1990-х годов, военнослужащие выведены в Россию.
В 1999 году на территории военного городка и аэродрома создано исправительно-трудовое учреждение УЯ-64/71 — колония строгого режима (в которой содержится около 500 заключённых, примерно половина из них по политическим статьям — за религиозную деятельность и т.п.).
В августе 2019 года президент Узбекистана заявил, что колония будет закрыта.
Вблизи посёлка имеется также аэропорт местных воздушных линий.